# Make Me Wanna
«Make Me Wanna» — песня американского кантри-певца Томаса Ретта, вышедшая 4 августа 2014 года в качестве пятого сингла с его дебютного студийного альбома It Goes Like This (2013). Авторами песни выступили Томас Ретт, Bart Butler, Larry McCoy.

## История
Сам Томас Ретт описавал музыку своей песни как испытавшей влияние саунда группы Bee Gees. Также указывалось влияние диско.
«Make Me Wanna» дебютировал на позиции № 41 в американском хит-параде кантри-музыки Billboard Country Airplay в неделю с 13 сентября 2014, и на № 51 в Hot Country Songs и на № 99 Billboard Hot 100. Песня достигла позиции № 1 в Country Airplay 7 марта 2015, став его 3-м чарттоппером в этом радиоэфирном кантри-чарте. Сингл достиг золотого статуса и сертифицирован RIAA 18 февраля 2015. К апрелю 2015 тираж достиг 596,000 копий в США.

## Музыкальное видео
Режиссёром выступил TK McKamy, а премьера состоялась в октябре 2014 года.

## Чарты

### Еженедельные чарты
| Чарт (2014-15)                      | Высшая позиция |
| ----------------------------------- | -------------- |
| Канада (Billboard Canadian Hot 100) | 74             |
| Канада (Billboard Country)          | 11             |
| США (Billboard Hot 100)             | 43             |
| США (Billboard Country Airplay)     | 1              |
| США (Billboard Hot Country Songs)   | 2              |

### Итоговые годовые чарты
| Чарт (2014)                      | Позиция |
| -------------------------------- | ------- |
| US Country Airplay (Billboard)   | 95      |
| US Hot Country Songs (Billboard) | 100     |

| Чарт (2015)                      | Позиция |
| -------------------------------- | ------- |
| US Country Airplay (Billboard)   | 33      |
| US Hot Country Songs (Billboard) | 52      |

## Сертификации
| Регион | Сертификация | Продажи |
| --- | ------------ | ------- |
| США (RIAA) | Платиновый   | 596,000 |
| * Данные о продажах приведены только на основе сертификации. ^ Данные о тиражах приведены только на основе сертификации. |              |         |